# Andrena vulcana
Andrena vulcana är en biart som beskrevs av Dours 1873. Andrena vulcana ingår i släktet sandbin, och familjen grävbin. Inga underarter finns listade i Catalogue of Life.